# Calle Jovellanos (Oviedo)
La calle Jovellanos es una vía pública de la ciudad española de Oviedo.

## Descripción

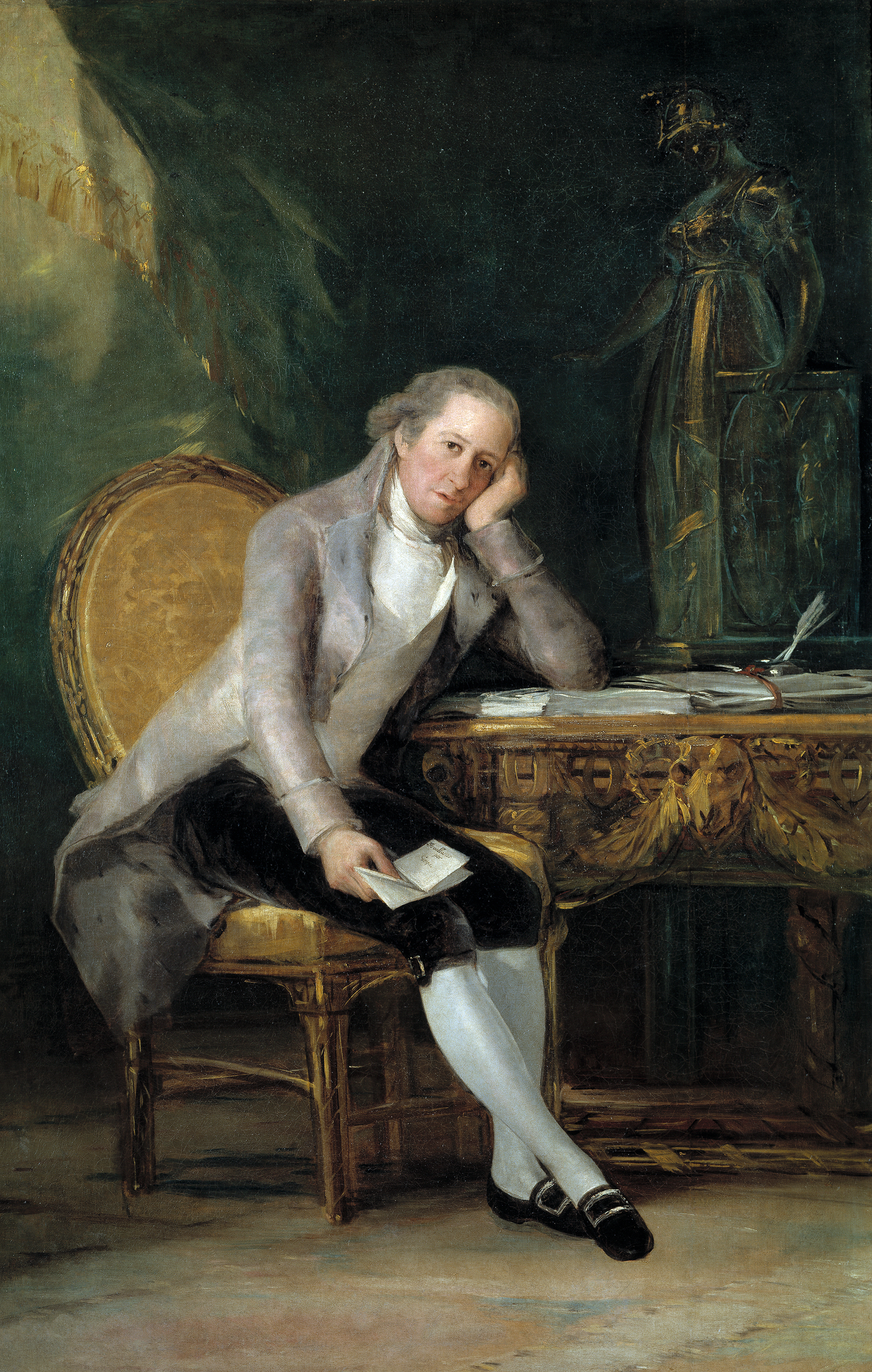
Gaspar Melchor de Jovellanos, que da nombre a la calle

La vía, que ostenta el título actual desde 1869, nace de la calle Argüelles, a la altura del cruce con la de la Luna y junto a la plaza de Juan XXIII, y discurre hasta la confluencia de San Vicente con Martínez Vigil, donde conecta con Azcárraga. Se cruza con Carlos Bousoño y la confluencia de Gascona con la del Águila. Honra con el título actual a Gaspar Melchor de Jovellanos (1744-1811), escritor, jurista y político natural de la ciudad asturiana de Gijón. Aparece descrita en El libro de Oviedo (1887) de Fermín Canella y Secades con las siguientes palabras:

Jovellanos.—Antes calle de Tras la cerca y de detrás de la muralla, hasta el acuerdo municipal de 1869 en memoria del insigne gijonés.—Ent.: Argüelles.—Conc.: Vega.
(Canella y Secades, 1887, p. 114)